# Trasquera
Trasquera – miejscowość i gmina we Włoszech, w regionie Piemont, w prowincji Cusio Ossola.
Według danych na rok 2004 gminę zamieszkuje 279 osób, 7,2 os./km².